# Nikólaos Màntzaros
Nikólaos Màntzaros (grec: Νικόλαος Μάντζαρος)  (Corfú, 26 d'octubre de 1795 - Corfú, 12 d'abril de 1872) fou un compositor italo-grec nascut a Corfú, representant principal i fundador de l'anomenada Escola jònica de música (Επτανησιακή Σχολή).

## Biografia
Màntzaros era d'ascendència greco-italiana noble, procedent d'una de les famílies venecianes més importants i adinerades del "Libro d'Oro" de Corfú i, per tant, no es va considerar mai un "compositor professional", ensenyant a la joventut de Corfú, sense benefici, i on entre aquest joves alumnes s'hi trobava el malaguanyat Antonios Liveralis (1814-1842). El seu pare era Iàkovos Khalikiópulos Màntzaros i la seva mare Regina Turini, de Dalmàcia.
Recents investigacions i actuacions han comportat una revaluació de Màntzaros com a compositor i teòric de la música significatius.

## Debut a Corfú
Els germans Stefano (pianoforte) i Gerolamo Pojago (violí), Stefano Moretti, d'Ancona (teoria de la música) i el cavaller Barbati, possiblement un napolità (teoria i composició musical), li van ensenyar música a la seva ciutat natal. Màntzaros va presentar les seves primeres composicions (tres àries de concert o substitut i el còmic d'azione en un acte Don Crepuscolo) el 1815 al teatre de San Giacomo de Corfú.

## Relació amb Itàlia
A partir de 1819 va visitar regularment Itàlia (Venècia, Bolonya, Milà, Nàpols), on va conèixer, entre d'altres, el veterà compositor napolità Nicola Zingarelli.

## Treballs
Les seves composicions inclouen música incidental, obres vocals en grec italià i demòtic, música sagrada per al ritu catòlic (tres misses [possiblement 1819, 1825, i possiblement 1835], un Te Deum [1830]) i l'Església ortodoxa (sobretot, una completa Missa basada en el cant tradicional polifònic septinsular tradicional (1834]), música de banda, música instrumental (24 piano simfonies, algunes també per a orquestra) etc. Màntzaros també va compondre la música per al primer concert ària en grec el 1827, lAria Greca.
Màntzaros va ser un important teòric de la música, contrapuntista i professor. Des de 1841 i fins a la seva mort va ser el director artístic de la Societat Filharmònica de Corfú.

## Himne nacional grec
La seva composició més popular segueix sent l'ajust musical per al poema de Dioníssios Solomós Ýmnos eis estany Eleutherian (Himne a la Llibertat), que Màntzaros afegit al powma de Solomos en 1828. La primera i segona estrofes eren adoptat inicialment el 1864 com a Himne Reial de Grècia i el 28 de juny de 1865 com a himne nacional grec. Tot i això, recents investigacions i actuacions han demostrat que Màntzaros tenia activitats més àmplies com a compositor i teòric de la música significatius, que van més enllà de la percepció establerta d'ell com a mer compositor de l'himne nacional.

## Gravacions
- Mantzaros-Solomos: L'himne a la llibertat (Lyra, CD0064, 1991)
- Música de l'escola jònica. N.Mantzaros, N.Lambelet, P.Carrer (Motivo, NM1049, 1996). El "Nikolaos Mantzaros Chamber Music Ensemble" interpreta els arranjaments del piano Sinfonias de Mantzaros.
- Nikolaos Halikiopoulos Mantzaros (1795-1872): Primeres obres per a veu i orquestra (1815-1827) (Universitat Jònica/Departament de Música, IUP005, 2005)
- Don Crepuscolo interpretat per Christophoros Stamboglis, George Petrou i Armonia Atenea (Athens Camerata) al CD Georg Friedrich Haendel, Alessando Severo/Nicolo Manzaro, Don Crepuscolo (MDG, LC06768, 2011)
- Niccolo Calichiopulo Manzaro - Fedele Fenroli, Partimenti per a Instruments de corda interpretats per Ionian String Quartet (Irida Classics 009, 2011)